# 小橋正義
小橋 正義（こばし まさよし、1967年8月18日 - ）は日本の元競輪選手、競輪評論家。
岡山県出身。日本競輪学校（当時。以下、競輪学校）第59期卒業。日本競輪選手会新潟支部に所属していた。師匠は松本信雄。初出走は1987年5月2日の花月園競輪場で、初勝利は同月10日の玉野競輪場。血液型はA型。

## 来歴
岡山県立水島工業高等学校在学中から自転車競技を始めており、ジュニア世界選手権出場の実績を挙げて競輪学校には技能試験免除で入学している。デビュー後は先行選手として順調に活躍していたが、1991年の競輪祭決勝においてインの3番手に粘ってから直線で追い込んで特別競輪（現在のGI）の初優勝を果たし、追込選手としての素質を開花させる。
その素質は1994年・1995年の日本選手権競輪の連覇、1996年のKEIRINグランプリの大量落車が起こる中での優勝（歴代7人目）などで発揮され、一躍追込選手として競輪界を代表する選手にまで登りつめた。
しかし1998年の寬仁親王牌の優勝より、しばらく低迷が続くことになり、そのような中で2000年6月に突然故郷の岡山より新潟に移籍したが、これは「最近ぬるま湯につかっているので心機一転環境を変える」と私生活の変化を求めたことを理由としている。なお、この頃は中国地区など西日本における先行選手の選手層が薄くなっていく傾向にあったため、太田真一・伏見俊昭らの活躍で先行選手の層が厚くなっていた東日本に移籍する方がタイトルを獲れる可能性が高いからではないかとも言われた。
その成果は2001年の寛仁親王牌優勝となって結実し、新潟移籍後初の特別競輪制覇に喜びもひとしおであった。その後も2004年の競輪祭・寛仁親王牌を制覇するなど、競輪界を代表する名マーカーとして活躍を続けた。パーソナル・トレーナーのケビン山崎の指導も受けた。
2006年6月10日、武雄57周年記念で通算獲得賞金15億円を突破。
その後は力の衰えもあり、2015年下半期は、長きにわたりそれまで在籍した（1987年10月の特昇以来）S級からA級1班へと降格した。翌2016年上半期でS級2班に返り咲いたが、同下半期で再び降格しA級1班となった。
2016年12月14日の平塚6R（2着）をラストランとして、突如「一身上の都合」を理由に引退表明。
2017年1月12日、選手登録消除。通算獲得賞金は17億1073万3488円。4月9日の弥彦での引退セレモニーでは、「ファンの方に“車券を取ったよ”と言われるのが一番うれしかった」と選手生活の思い出を語った。引退後は競輪評論家として、主に地元の弥彦競輪中継などでレース予想・解説を行っている。
2018年2月1日付で、日本名輪会入りした。
2019年、競輪評論家である山口幸二からのオファーを受け、名古屋競輪場にて開催された第62回オールスター競輪（名古屋競輪場）4日目（8月17日）のエキシビションレース『KEIRINレジェンドエキシビションⅡ』に出走することが決定し、2年ぶりにバンクを疾走し3着に入った。

## 主な獲得タイトル
- 1991年 - 競輪祭（小倉競輪場）
- 1994年 - 日本選手権競輪（静岡競輪場）
- 1995年 - 日本選手権競輪（松戸競輪場）、寬仁親王牌（前橋競輪場）
- 1996年 - KEIRINグランプリ'96（立川競輪場）
- 1998年 - 寛仁親王牌（前橋競輪場）
- 2001年 - 寛仁親王牌（青森競輪場）
- 2004年 - 競輪祭（小倉競輪場）、寛仁親王牌（前橋競輪場）

## 競走スタイル
デビュー当初からしばらくは先行選手として活躍していたが、特別競輪を制覇したのをきっかけとして追込選手に転向しており、いざとなれば自力選手と変わらないほどの捲りを放つほどの脚力を誇っていた。
元々は井上茂徳に憧れて競輪選手となっており、そして井上の全盛期を思わせるような位置取りのうまさと鋭い勝負勘を身に付けたため、「新鬼脚」もしくは「平成の鬼脚」と呼ばれるようになった。また不利な展開からでも直線で見せる鋭い突っ込みは井上以上の切れ味と評されており、日本刀になぞらえて「名刀」・「名刀正義（めいとうまさよし・名刀正宗にちなむ）」とも呼ばれている。
平成期の競輪界を代表する追込選手の一人で、吉岡稔真・神山雄一郎の両横綱時代にあって人気が二人に集中する中、しばしば特別競輪を優勝するたびに、その存在感を見せ付けていた。
また「心の師」としている井上茂徳の影響を強く受けているため、義理人情に厚く、競輪道を非常に重んじる選手としても名高い。ただし1995年の日本選手権競輪決勝では、最後のホーム直線前に早々とラインを先行していた三宅伸を見捨て、捲くり追い込みに出たため批判を浴びた。